# Saint-Éloi-de-Fourques
Pour les articles homonymes, voir Saint-Éloi.
Saint-Éloi-de-Fourques est une commune française située dans le département de l'Eure, en région Normandie.

## Géographie

### Localisation
|                                 | Saint-Philbert-sur-Boissey Saint-Denis-des-Monts                   | Les Monts du Roumois (comm. dél. de Houlbec-près-le-Gros-Theil) |
| Malleville-sur-le-Bec Bosrobert | Saint-Éloi-de-Fourques                                             | Le Bosc-du-Theil (comm. dél. du Gros-Theil)                     |
|                                 | Saint-Paul-de-Fourques Le Bosc-du-Theil (comm. dél. du Gros-Theil) | Le Bosc-du-Theil (comm. dél. du Gros-Theil)                     |

### Hydrographie
La commune est située dans le bassin Seine-Normandie. Elle n'est drainée par aucun cours d'eau,. Néanmoins un plan d'eau est présent sur le territoire communal : la mare Vent le Bert (0,18 ha),.

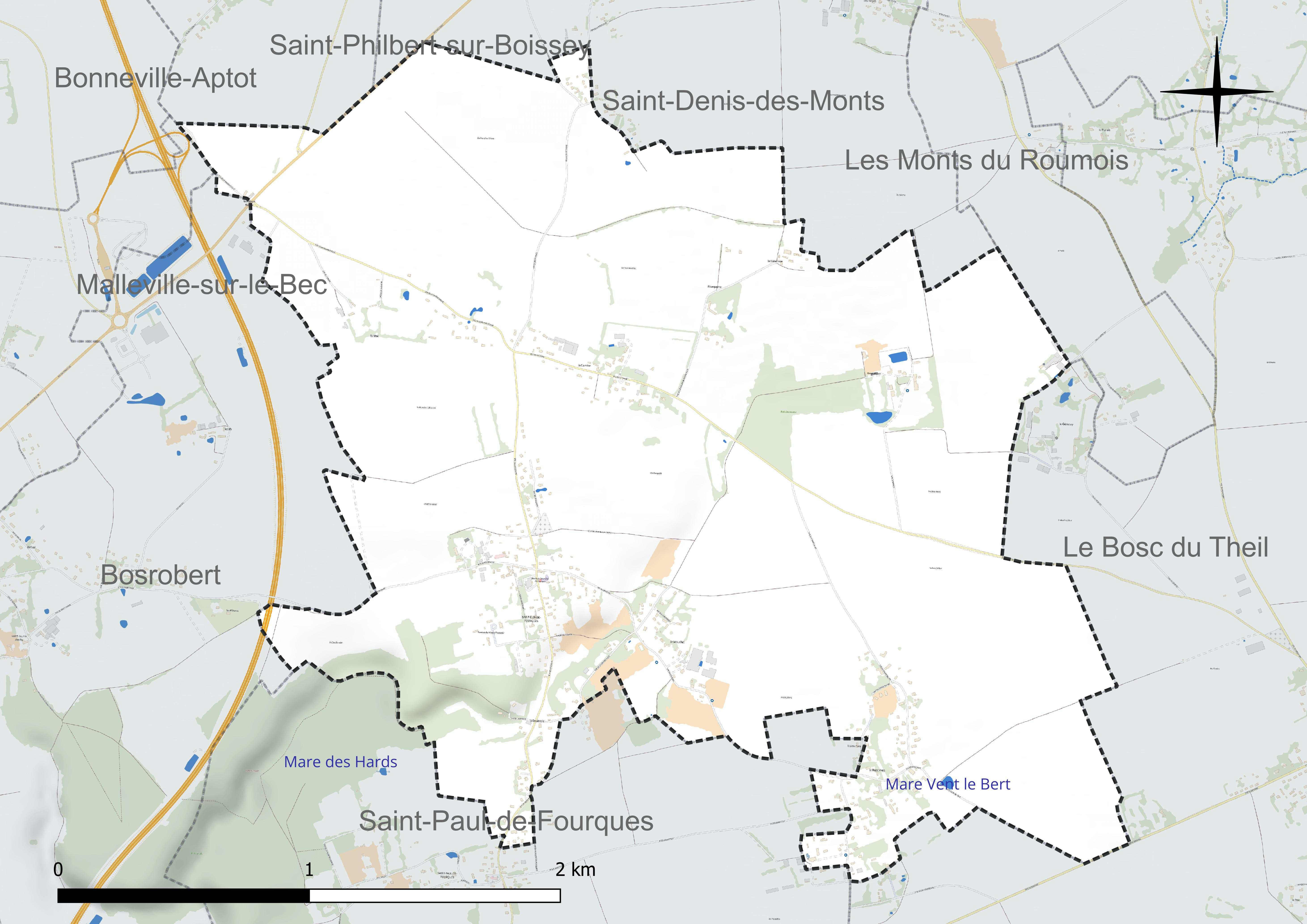
Réseau hydrographique de Saint-Éloi-de-Fourques.

### Climat
Pour des articles plus généraux, voir Climat de la Normandie et Climat de l'Eure.
En 2010, le climat de la commune est de type climat océanique dégradé des plaines du Centre et du Nord, selon une étude du CNRS s'appuyant sur une série de données couvrant la période 1971-2000. En 2020, Météo-France publie une typologie des climats de la France métropolitaine dans laquelle la commune est exposée à un climat océanique et est dans la région climatique  Côtes de la Manche orientale, caractérisée par un faible ensoleillement (1 550 h/an) ; forte humidité de l’air (plus de 20 h/jour avec humidité relative > 80 % en hiver), vents forts fréquents. Parallèlement le GIEC normand, un groupe régional d’experts sur le climat, différencie quant à lui, dans une étude de 2020, trois grands types de climats pour la région Normandie, nuancés à une échelle plus fine par les facteurs géographiques locaux. La commune est, selon ce zonage, exposée à un « climat contrasté des collines », correspondant au Pays d’Auge, Lieuvin et Roumois, moins directement soumis aux flux océaniques et connaissant toutefois des précipitations assez marquées en raison des reliefs collinaires qui favorisent leur formation.
Pour la période 1971-2000, la température annuelle moyenne est de 10,2 °C, avec  une amplitude thermique annuelle de 13,3 °C. Le cumul annuel moyen de précipitations est de 763 mm, avec 12,4 jours de précipitations en janvier et 8,5 jours en juillet. Pour la période 1991-2020, la température moyenne annuelle observée sur la station météorologique la plus proche, située sur la commune de Brionne à 7 km à vol d'oiseau, est de 11,5 °C et le cumul annuel moyen de précipitations est de 791,7 mm,. Pour l'avenir, les paramètres climatiques de la commune estimés pour 2050 selon différents scénarios d’émission de gaz à effet de serre sont consultables sur un site dédié publié par Météo-France en novembre 2022.

## Urbanisme

### Typologie
Au 1er janvier 2024, Saint-Éloi-de-Fourques est catégorisée commune rurale à habitat dispersé, selon la nouvelle grille communale de densité à 7 niveaux définie par l'Insee en 2022.
Elle est située hors unité urbaine et hors attraction des villes,.

### Occupation des sols
L'occupation des sols de la commune, telle qu'elle ressort de la base de données européenne d’occupation biophysique des sols Corine Land Cover (CLC), est marquée par l'importance des territoires agricoles (96,3 % en 2018), une proportion sensiblement équivalente à celle de 1990 (96,9 %). La répartition détaillée en 2018 est la suivante : 
terres arables (68,4 %), zones agricoles hétérogènes (20,9 %), prairies (7 %), forêts (3,1 %), zones industrielles ou commerciales et réseaux de communication (0,6 %). L'évolution de l’occupation des sols de la commune et de ses infrastructures peut être observée sur les différentes représentations cartographiques du territoire : la carte de Cassini (XVIIIe siècle), la carte d'état-major (1820-1866) et les cartes ou photos aériennes de l'IGN pour la période actuelle (1950 à aujourd'hui).

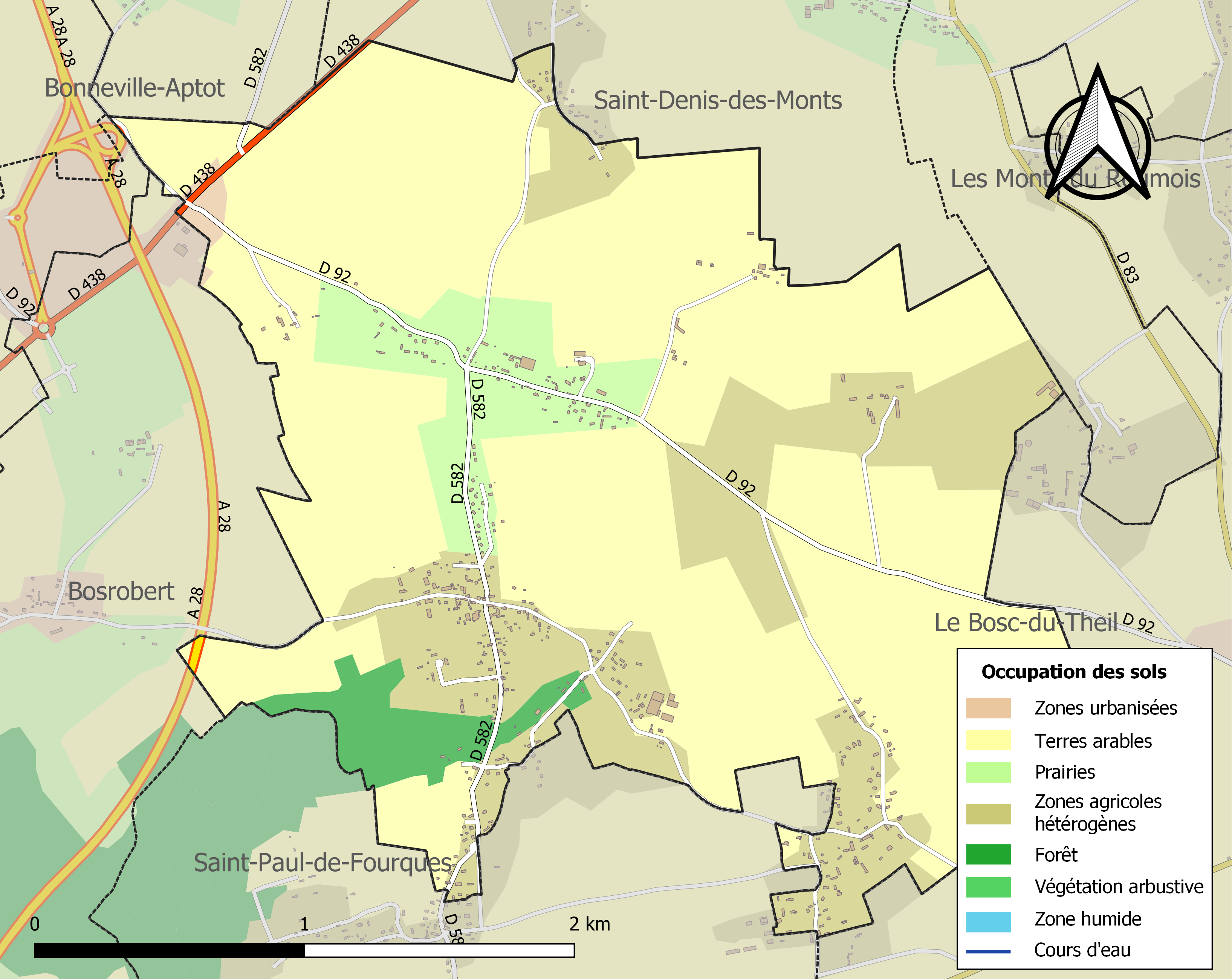
Carte des infrastructures et de l'occupation des sols de la commune en 2018 (CLC).

## Toponymie
Le nom de la localité est attesté sous les formes De Furcis vers 1240, Sanctus Eligius de Furcis en 1318 (cartulaire du Bec) et en 1319, Saint Éloi des Fourgues en 1542 (aveu de Claude de Lorraine).
Saint-Éloi est un hagiotoponyme faisant référence à Éloi de Noyon (588, vers 660), évêque de Noyon, orfèvre et monnayeur, il eut une fonction de ministre des finances auprès de Dagobert Ier.
Cette commune et sa voisine Saint-Paul-de-Fourques sont des subdivisions d'un primitif Fourques, forme normanno-picarde du mot fourche, souvent utilisé en toponymie, et encore de nos jours avec le sens d'embranchement, un chemin qui se divise en fourche.

## Histoire
La terre fut donnée à l'abbaye du Bec-Hellouin dès sa fondation. Une confrérie de charité y fut fondée au début du XVIIe siècle.
En 1910 comme en 1926, le curé est l'abbé Miniac.

## Politique et administration
| Période                                  | Période   | Identité              | Étiquette | Qualité            |
| ---------------------------------------- | --------- | --------------------- | --------- | ------------------ |
| 1850                                     |           | Lambert               |           |                    |
| 1883                                     |           | Regnoult              |           |                    |
| 1945                                     | 1951      | Henry Charles Windsor |           | Ingénieur agricole |
| mars 1951                                | mars 1983 | Pierre Windsor        |           | Agriculteur        |
| mars 1983                                | mars 1995 | Yves Gourlin          |           | Agriculteur        |
| mars 1995                                | mars 2001 | Patrice Noël          |           | Ingénieur agronome |
| mars 2001                                | mars 2014 | Alain Huché           |           | Agriculteur        |
| mars 2014                                | En cours  | Denis Szalkowski      | SE        | Consultant         |
| Les données manquantes sont à compléter. |           |                       |           |                    |

## Démographie
L'évolution du nombre d'habitants est connue à travers les recensements de la population effectués dans la commune depuis 1793. Pour les communes de moins de 10 000 habitants, une enquête de recensement portant sur toute la population est réalisée tous les cinq ans, les populations de référence des années intermédiaires étant quant à elles estimées par interpolation ou extrapolation. Pour la commune, le premier recensement exhaustif entrant dans le cadre du nouveau dispositif a été réalisé en 2004.

En 2022, la commune comptait 548 habitants, en évolution de +6,61 % par rapport à 2016 (Eure : −0,25 %, France hors Mayotte : +2,11 %).
| 1793 | 1800 | 1806 | 1821 | 1831 | 1836 | 1841 | 1846 | 1851 |
| ---- | ---- | ---- | ---- | ---- | ---- | ---- | ---- | ---- |
| 761  | 690  | 798  | 833  | 728  | 705  | 659  | 621  | 580  |

| 1856 | 1861 | 1866 | 1872 | 1876 | 1881 | 1886 | 1891 | 1896 |
| ---- | ---- | ---- | ---- | ---- | ---- | ---- | ---- | ---- |
| 530  | 491  | 499  | 486  | 450  | 412  | 396  | 369  | 361  |

| 1901 | 1906 | 1911 | 1921 | 1926 | 1931 | 1936 | 1946 | 1954 |
| ---- | ---- | ---- | ---- | ---- | ---- | ---- | ---- | ---- |
| 325  | 319  | 307  | 287  | 270  | 269  | 270  | 318  | 296  |

| 1962 | 1968 | 1975 | 1982 | 1990 | 1999 | 2004 | 2006 | 2009 |
| ---- | ---- | ---- | ---- | ---- | ---- | ---- | ---- | ---- |
| 311  | 284  | 262  | 311  | 360  | 419  | 419  | 414  | 451  |

| 2014 | 2019 | 2022 | - | - | - | - | - | - |
| ---- | ---- | ---- | - | - | - | - | - | - |
| 499  | 538  | 548  | - | - | - | - | - | - |

La population du village s'établit, depuis le recensement de janvier 2019, à 538 habitants.

## Culture locale et patrimoine

### Lieux et  monuments
- L'église Saint-Éloy. Construite entre le XIIe  et le XVIe siècle, elle se distingue par un pignon en colombage et une tour romane. Le porche et la nef sont des XIVe, XVe et XVIe siècles et le clocher, de 1606. Une statue monument historique à titre d'objet s'y trouve de l'évêque d'Évreux Geoffroy Faé[25].
- Le château de Rose-Yves.
- Le manoir d'Hermos, pavillon de chasse d'Henri IV, construit en 1535 par le 1er duc de Guise[26].

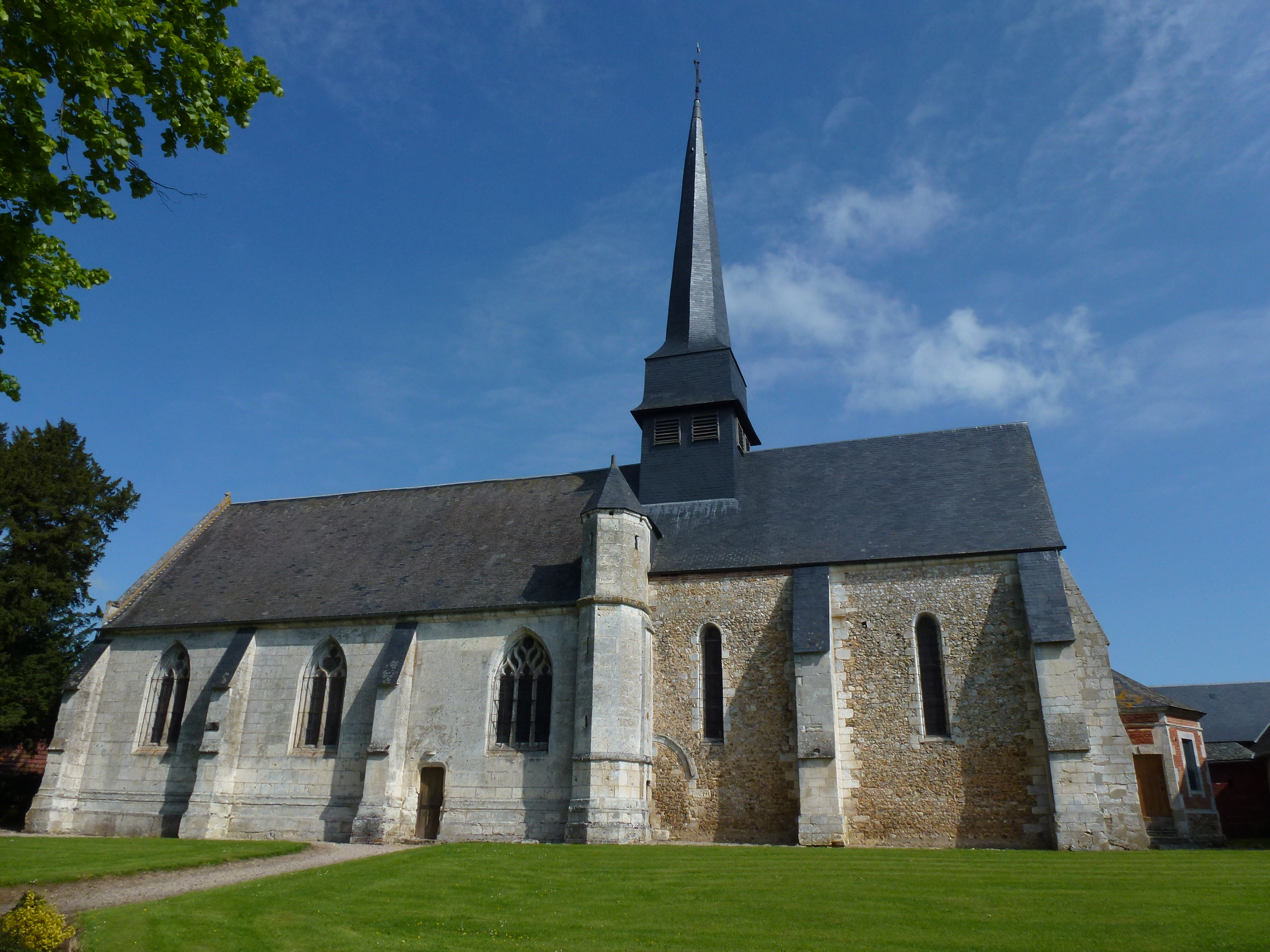
Église.
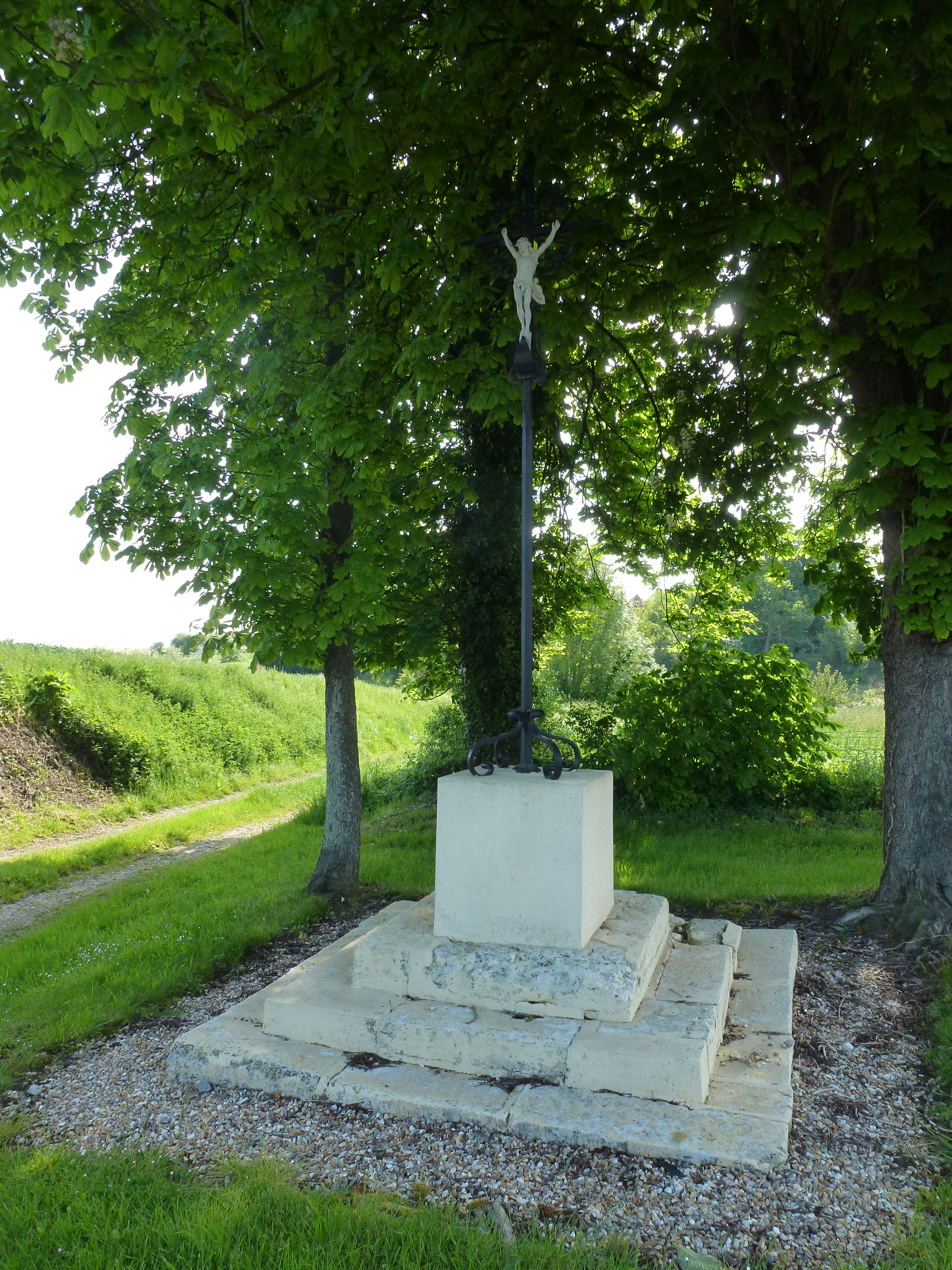
Croix de chemin au Mouchel.
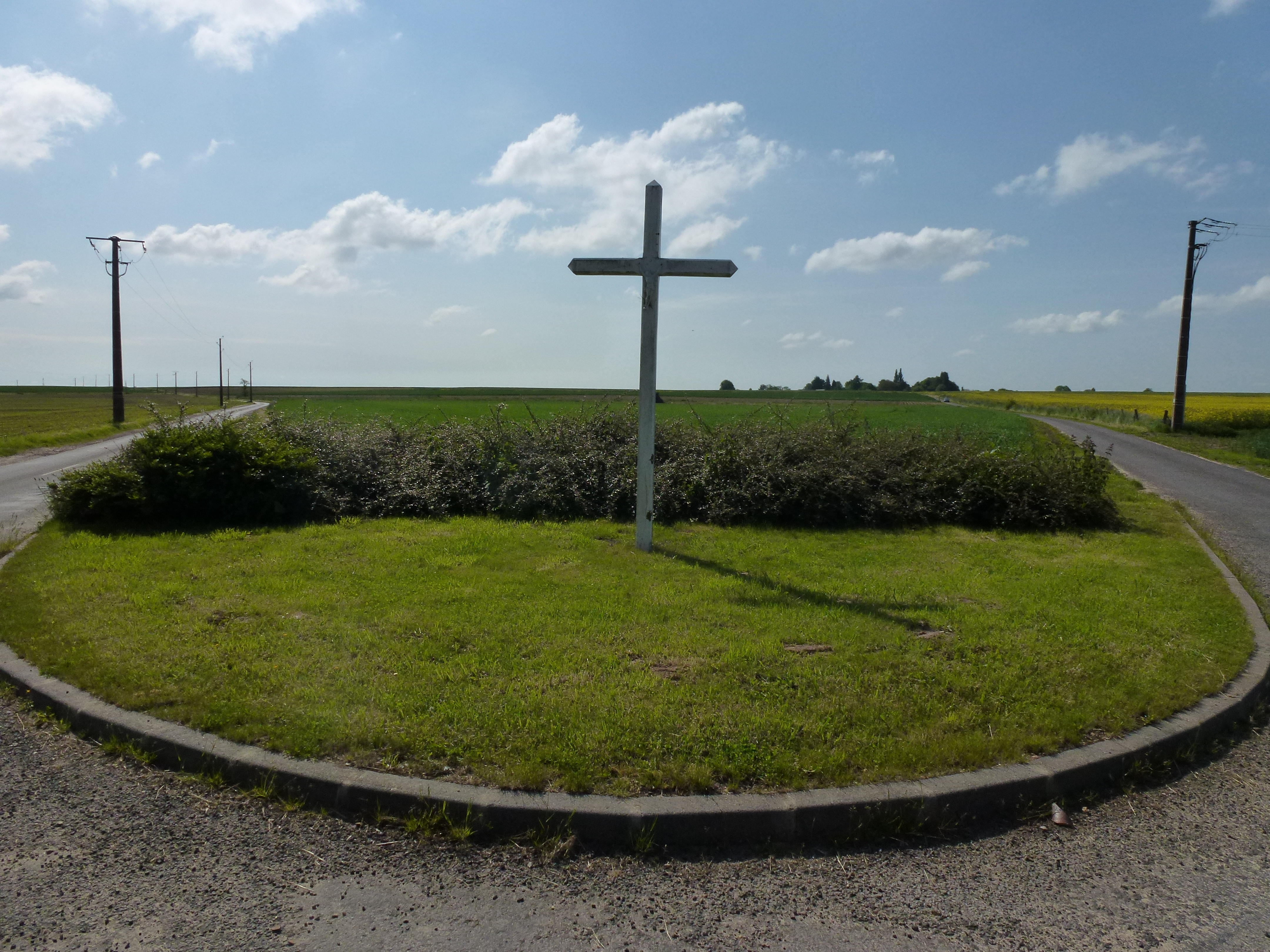
Croix d'Hermos.
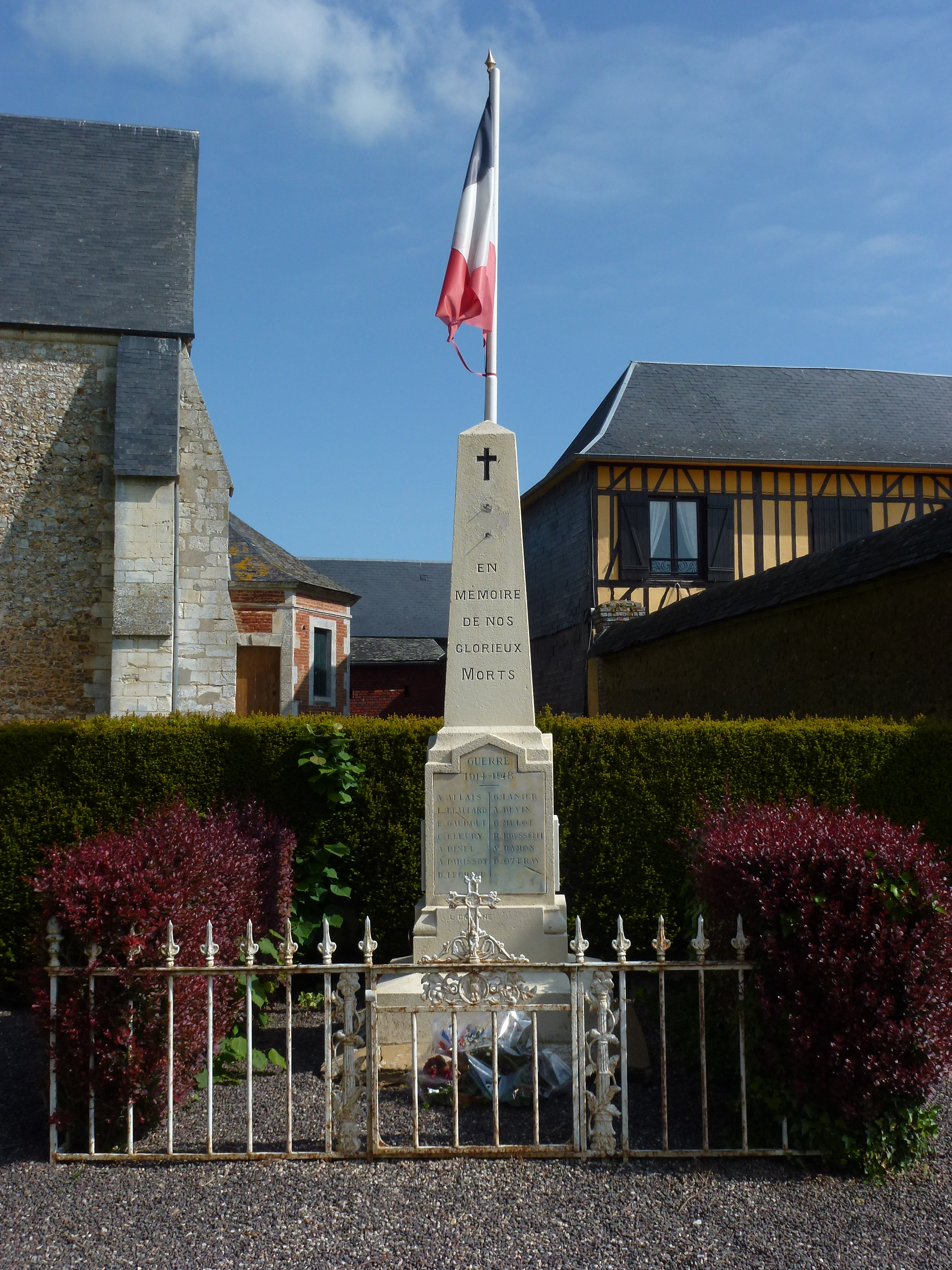
Monument aux morts.
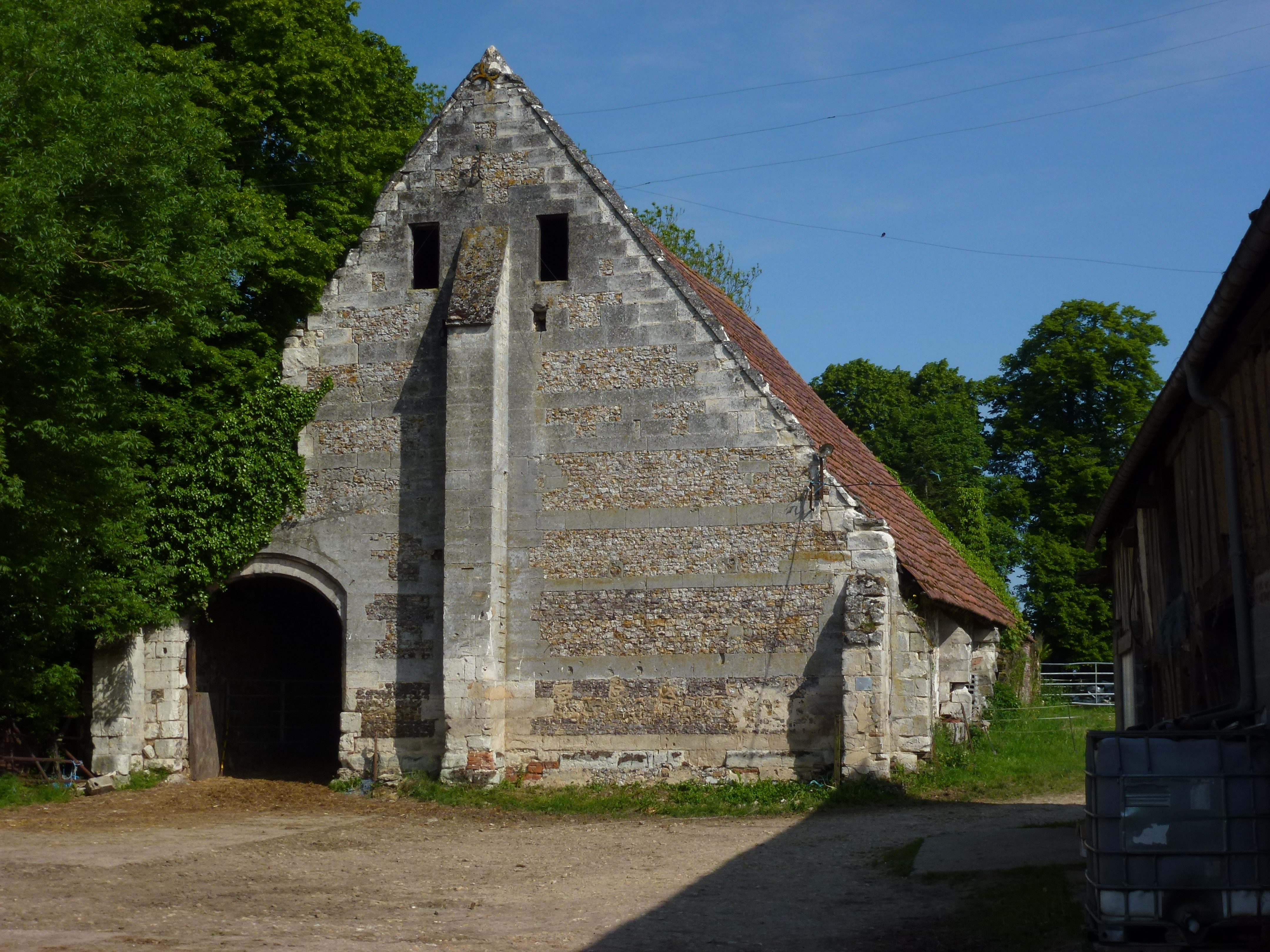
Ancienne grange.

### Patrimoine naturel

#### ZNIEFF de type 1
- La mare de la Devinerie[27].

#### ZNIEFF de type 2
- La vallée de la Risle de Brionne à Pont-Audemer, la forêt de Montfort[28].

#### Site classé
- L'église avec son porche et la place de l'if,  Site classé (1934)[29].